# کولفلیچه
کولفلیچه (به ایتالیایی: Colfelice) یک کومونه در ایتالیا است که در استان فروزینونه واقع شده‌است.

## خصوصیات
کولفلیچه ۱۴٫۲ کیلومترمربع مساحت و ۱٬۸۴۰ نفر جمعیت دارد و ۱۵۸ متر بالاتر از سطح دریا واقع شده‌است.

## خواهرخوانده
شهر Villafeliche خواهرخواندهٔ کولفلیچه هست.